# Poretti-Boltshauser-syndroom
Poretti-Boltshauser-syndroom is een aandoening aan het cerebellum waarbij de kleine hersenen onderontwikkeld zijn. Kenmerkend voor dit syndroom zijn de aanwezigheid van cysten in het cerebellum.
Bij het Poretti-Boltshauser-syndroom (PBS) wordt het eiwit laminine subeenheid alfa-1 (LAMA1) niet of onvoldoende aangemaakt. Dit is het gevolg van mutaties in het LAMA1-gen, dat zich op chromosoom 18p11 bevindt. Hierdoor zijn de kleine hersenen en de oogzenuw onderontwikkeld. 
De aandoening is zeer zeldzaam en komt maar voor bij een klein aantal mensen op de wereld. Inmiddels zijn er meerdere varianten van de genmutatie bekend.
Het syndroom is in 2014 ontdekt  en op dat moment waren er ongeveer 10 patiënten bekend die met dit syndroom. Deze waren over de hele wereld verspreid.

## Symptomen
De symptomen van kinderen/volwassenen met Poretti-Boltshauser-syndroom zijn enorm variërend, maar de meest voorkomende problemen die mensen met Poretti Boltshauser syndroom ervaren, zijn:
- lage spierspanning
- problemen met de ontwikkeling
- problemen met het evenwicht
- problemen met praten
- slikproblemen
- zeer bijziend zijn
- oculomotore apraxie
- grotere kans op netvliesloslating
- leerproblemen
- concentratieproblemen / moeite met focussen
- autistische kenmerken
- Prikkelbaar Darm Syndroom (PDS)
- moeite met zindelijk worden

## Ziektebeeld
Het Poretti-Boltshauser-syndroom is niet-progressief. Dit betekent dat de klachten die bekend zijn bij degene met het syndroom niet erger zullen worden met verloop van de tijd. Toch kan men door praktische hulp en therapieën wel een zo normaal mogelijk leven leiden en leren omgaan met de klachten.